# 国道198号

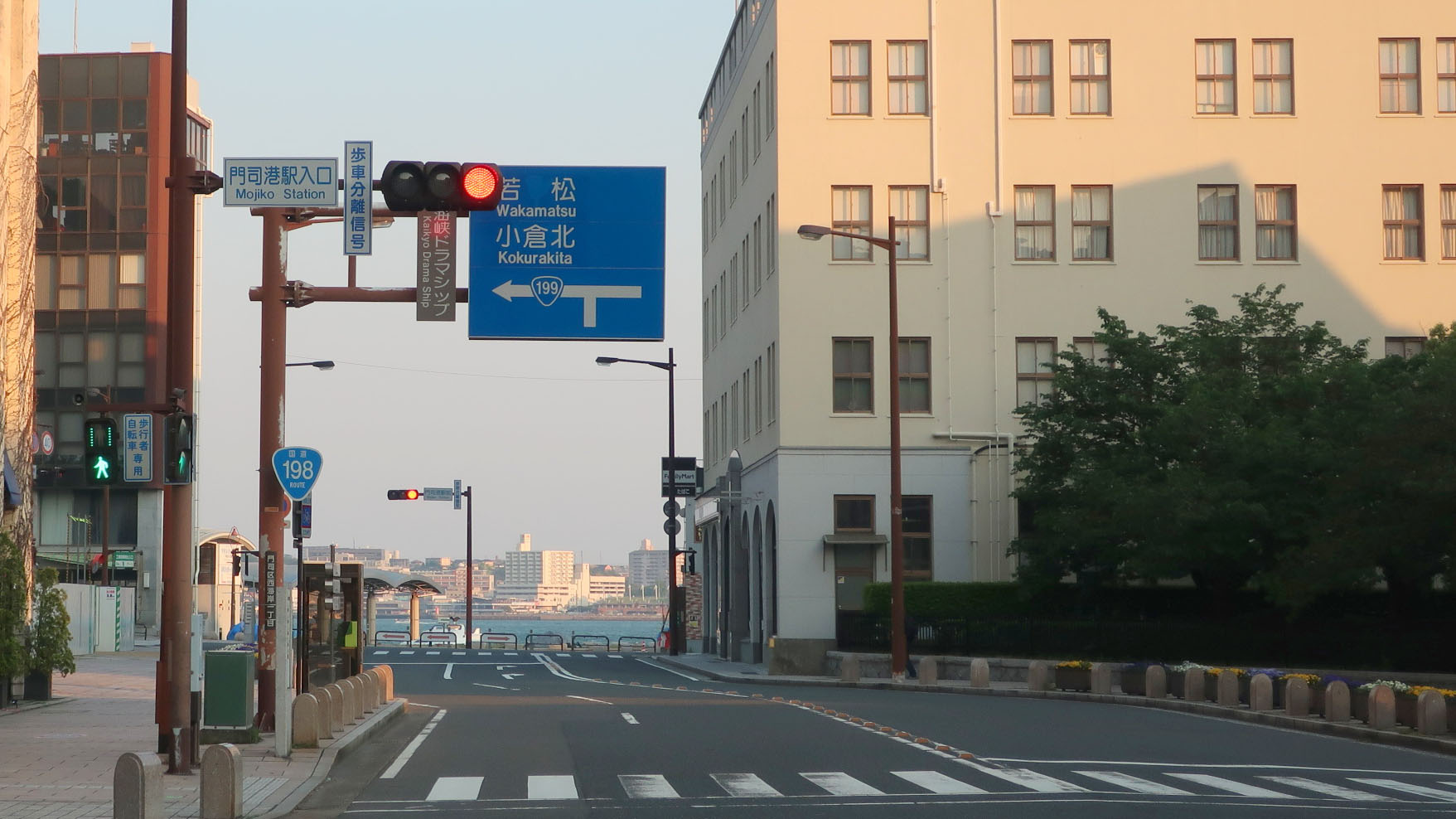
国道198号
門司港駅入口交差点付近
国道3号側より撮影

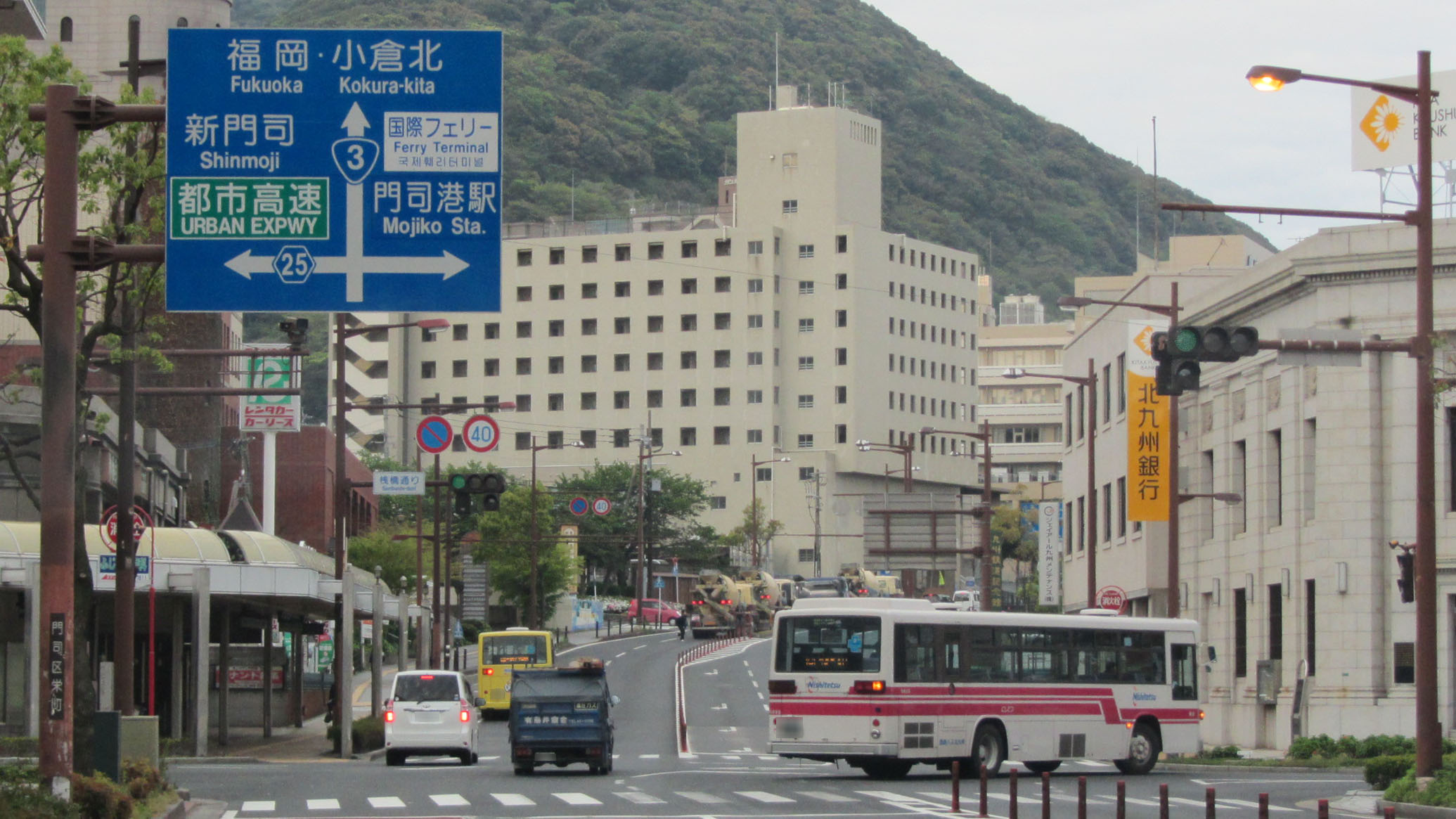
国道198号 終点
福岡県北九州市門司区
桟橋通り交差点（国道3号）

国道198号（こくどう198ごう）は、福岡県北九州市門司区を通る一般国道である。

## 概要

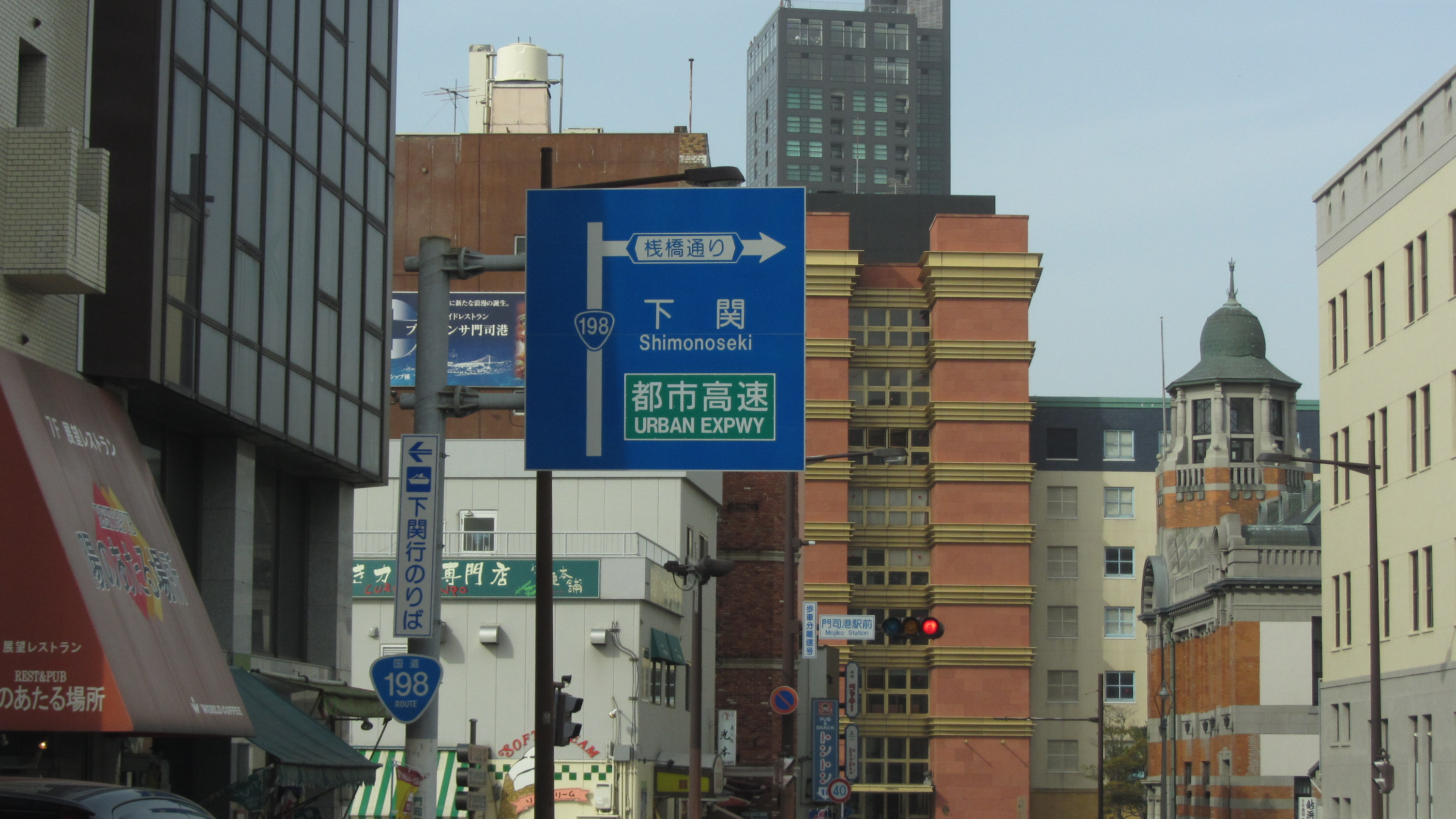
国道198号
門司港駅前交差点付近
国道199号側より撮影

北九州市門司区の門司港から国道3号交点（桟橋通り交差点）に至る、延長618 mの一般国道の路線で、いわゆる港国道である。総延長・実延長の長さでは、日本で3番目に短い国道である。起点は、国道199号とひとつながりになっていて位置が難解とされているが、門司区西海岸一丁目にある北九州市港湾空港局付近とされている。沿線には、レトロな駅舎で親しまれる門司港駅があり、国道は門司港駅前交差点でL字に折れる2本の直線道路で駅を囲うような線形で構成されている。

### 路線データ
一般国道の路線を指定する政令に基づく起終点および重要な経過地は次のとおり。
- 起点：門司港（北九州市門司区西海岸一丁目、門司港湾合同庁舎前[3] = 国道199号起点）
- 終点：北九州市門司区西本町（桟橋通り交差点 = 国道3号交点、福岡県道25号門司行橋線起点）
- 重要な経過地：なし
- 総延長 : 0.6181 km[4][5][注釈 2]
- 重用延長 : なし[5][注釈 2]
- 未供用延長 : なし[5][注釈 2]
- 実延長 : 0.6181 km[5][注釈 2]
  - 現道 : 0.6181 km[5][注釈 2]
  - 旧道 : なし[5][注釈 2]
  - 新道 : なし[5][注釈 2]
- 指定区間：なし[6]

### 短距離国道
総延長の順位（短距離として）
1. 国道174号：187.1 m（日本一短距離の国道）
2. 国道130号：482 m
3. 国道198号：618.1 m

## 歴史
- 1953年（昭和28年）5月18日 - 二級国道198号門司港線（門司港 - 門司市西本町[注釈 3]）として指定施行[7]。
- 1965年（昭和40年）4月1日 - 道路法改正により一級・二級区分が廃止されて一般国道198号として指定施行[2]。

## 地理

### 通過する自治体
- 福岡県
  - 北九州市（門司区）

### 交差する道路
| 交差する道路                                 | 交差する場所 | 交差する場所                    |
| -------------------------------------------- | ------------ | ------------------------------- |
| 国道199号                                    | 西海岸1丁目  | 門司港湾合同庁舎前交差点 / 起点 |
| 国道3号 国道10号 重複 福岡県道25号門司行橋線 | 西本町       | 桟橋通り交差点 / 終点           |

### 交差する鉄道
- 平成筑豊鉄道門司港レトロ観光線

### 沿線
- 北九州市港湾空港局（北九州市門司区西海岸1丁目）
- 門司港湾合同庁舎（北九州市門司区西海岸1丁目）
- 旧門司三井倶楽部（北九州市門司区港町）
- JR九州鹿児島本線 門司港駅（北九州市門司区西海岸1丁目）
- 平成筑豊鉄道門司港レトロ観光線 九州鉄道記念館駅（北九州市門司区西海岸1丁目）